# Demétrio Ducas Cabásilas

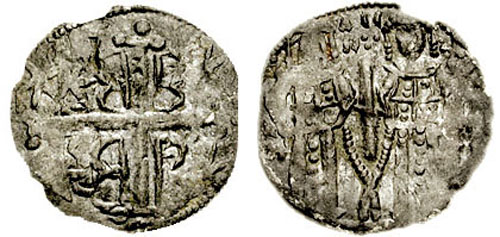
Tornês de João Cantacuzeno

Demétrio Ducas Cabásilas (em grego: Δημήτριος Δούκας Καβάσιλας; fl. 1347–1387) foi um oficial bizantino sênior e magnata da segunda metade do século XIV. Sua origem exata, e particularmente a razão para o uso do sobrenome Ducas, são incertas; seu pai foi provavelmente chamado Jorge Cabásilas. Ele casou-se com Ana Lascarina e teve ao menos dois filhos, um dos quais foi o proprietário Manuel Cabásilas.
Foi um apoiante de João VI Cantacuzeno (r. 1347–1354) durante a guerra civil bizantina de 1341-1347, e foi forçado a fugir de Tessalônica em 1342, quando o radical partido dos Zelotas tomou o poder da cidade. Foi capturado e preso pelos oponentes de Cantacuzeno, mas após a vitória de Cantacuzeno em 1347, foi libertado e recompensado com extensas propriedades em Calamária, próximo de Tessalônica, e com o título de grande papia. Nos documentos que atestam sua carreira, Demétrio aparece como tendo sido associado com o exército. Foi promovido a grande arconte em 1369, e foi endereçado por Demétrio Cidones em uma carta tão tarde quanto 1386/1387.